# نورالله مرادی
نورالله مرادی (متولد ۱۳۲۱) پژوهشگر ایرانیِ حوزهٔ کتابداری و اطلاع‌رسانی است. او که از پیشگامان کتابداری در ایران به شمار می‌آید، برای نگارش کتاب مرجع‌شناسی در دوازدهمین دوره کتاب سال ایران به‌عنوان شایسته تقدیر معرفی شد.

## زندگی
مرادی دوره‌های کارشناسی حقوق، کارشناسی ارشد علوم اجتماعی و کارشناسی ارشد کتابداری را در دانشگاه تهران گذرانده و دانشجوی دکتری دانشگاه پیتسبورگ بوده‌است. او مدتی رئیس انتشارات در مرکز مدارک علمی ایران و مدیر کل کتابخانه‌ها و آرشیوهای صدا و سیمای جمهوری اسلامی ایران بود. مرادی همچنین ریاست کتابخانه تخصصی وزارت امورخارجه، سمتِ مشاور رئیس کتابخانه ملی ایران و ریاست بخش ایران در دانشنامه اسلام معاصر را بر عهده داشته و در دانشگاه‌های مختلف نیز تدریس کرده‌است. او عضو کمیته واژه گزینی کتابداری فرهنگستان زبان و ادب فارسی و عضو هیئت تحریریه نامه انجمن کتابداران ایران، سردبیر فصلنامه کتاب، نایب‌رئیس انجمن کتابداران ایران، مشاور برنامه‌ریزی کتابخانه مجلس و سردبیر مجله پیام بهارستان نیز بوده‌است.

## آثار
- مرجع‌شناسی: شناخت خدمات و کتاب‌های مرجع. تهران: انتشارات فرهنگ معاصر
- مدیریت آرشیوهای دیداری - شنیداری. تهران: انتشارات سروش
- آرشیوداری دیداری - شنیداری. تهران: کتابدار (با همکاری وحید طهرانی‌پور)
- دائرةالمعارف دموکراسی. تهران: کتابخانه تخصصی وزارت امور خارجه (سرویراستار همکار)
- دائرةالمعارف ناسیونالیسم. تهران: کتابخانه تخصصی وزارت امور خارجه (سرویراستار همکار)